# Arlanzón (fiume)
L'Arlanzón è un fiume della parte nord della Spagna. La sua foce è nella Sierra de la Demanda nella Provincia di Burgos. È un affluente dell'Arlanza dove lo incontra nei pressi di Quintana del Puente nella Provincia di Palencia.